# عشب الحبل المهدب
عشب الحبل المهدب (الاسم العلمي:Spartina ciliata) هو نوع من النباتات يتبع جنس عشب الحبل من الفصيلة النجيلية.